# Lightning Dust
Lightning Dust es una banda de indie rock canadiense formada en 2007 y con sede en Vancouver, Canadá.

## Biografía
La banda es un proyecto paralelo de Amber Webber y Joshua Wells, ambos miembros de Black Mountain. Wells ha descrito la banda, cuyo sonido es más suave y más melódico que dura roca de Black Mountain, como el resultado de la voluntad de "hacer algo que era escaso y mínima, y con un montón de espacio a su alrededor.", Mientras que Webber ha descrito la banda como una oportunidad para "explorar su lado gótico". 
La banda lanzó su álbum debut homónimo con la discográfica Jagjaguwar en 2007 La canción "Wind Me Up" fue presentado como la libre "Single de la Semana" en la tienda de música iTunes (Canadá). 
Otro álbum, "Infinite Light", fue puesto en libertad en agosto de 2009 La banda fue elegida por Matt Groening para realizar en el festival de All Tomorrow's Parties en mayo de 2010 en Minehead, Inglaterra. 
Un tercer álbum, "Fantasy", fue puesto en libertad 25 de junio de 2013. En 2014, su canción Loaded se ha utilizado en la serie de televisión francés Série Noire.

## Discografía

### Álbum
- Lightning Dust (2007)
- Infinite Light (2009)
- Fantasy (2013)